# Westlake Corner
Westlake Corner és una concentració de població designada pel cens dels Estats Units a l'estat de Virgínia. Segons el cens del 2000 tenia 899 habitants.

## Demografia
Segons el cens del 2000, Westlake Corner tenia 899 habitants, 389 habitatges, i 322 famílies. La densitat de població era de 34,4 habitants per km².
Dels 389 habitatges en un 21,3% hi vivien nens de menys de 18 anys, en un 74,3% hi vivien parelles casades, en un 5,9% dones solteres, i en un 17,2% no eren unitats familiars. En el 14,4% dels habitatges hi vivien persones soles el 6,4% de les quals corresponia a persones de 65 anys o més que vivien soles. El nombre mitjà de persones vivint en cada habitatge era de 2,31 i el nombre mitjà de persones que vivien en cada família era de 2,51.
Per edats la població es repartia de la següent manera: un 16,6% tenia menys de 18 anys, un 4,9% entre 18 i 24, un 23,4% entre 25 i 44, un 33,4% de 45 a 60 i un 21,8% 65 anys o més.
L'edat mediana era de 50 anys. Per cada 100 dones de 18 o més anys hi havia 104,4 homes.
La renda mediana per habitatge era de 50.405 $ i la renda mediana per família de 50.709 $. Els homes tenien una renda mediana de 33.686 $ mentre que les dones 22.778 $. La renda per capita de la població era de 26.915 $. Entorn del 3,9% de les famílies i el 3,2% de la població estaven per davall del llindar de pobresa.

## Poblacions properes
El següent diagrama mostra les poblacions més properes.